# L'Ogre (film, 1987)
Pour les articles homonymes, voir L'Ogre et Ogre (homonymie).
Pour plus de détails, voir Fiche technique et Distribution.
L'Ogre est un film franco-suisse réalisé par Simon Edelstein et sorti en 1987.

## Synopsis
Jean Calmet (Jean-Quentin Châtelain) est professeur de latin au gymnase de la Cité à Lausanne. Dès son enfance, il est hanté par son père (Marcel Bozzufi), un médecin rieur et possessif. Il s'enlise dans le désarroi, malgré la rencontre d'une femme (Jessica Forde) dont il s'éprend avec passion. 
Le fils éprouve une admiration pour son père fondée sur la frayeur. Le film dérape entre le réalisme et l'onirisme. Des sentiments de honte, des tourments et des remords le hante, tandis que le fantôme de son père lui apparaît, il est omniprésent. Ses actes, ses pensées, ses désirs, ses fantasmes, tout lui semble soudainement percé à jour par le regard de ce père. Terrassé par ce sentiment, Jean Calmet met fin à ses jours. 

## Fiche technique
- Titre : L'Ogre
- Réalisation : Simon Edelstein
- Auteur de l'œuvre originale : Jacques Chessex d'après son roman l'Ogre (Prix Goncourt en 1973)
- Scénaristes : Simon Edelstein, Clarisse Nicoidsky et André Tille
- Production France : Marion's Films
- Production Suisse : Les Productions JMH, Télévision Suisse Romande (TSR)
- Producteur délégué : Sylvette Frydman
- Producteur exécutif : Jean-Marc Henchoz
- Producteur étranger : Raymond Vouillamoz
- Directeur de la photo : Bernard Zitzermann
- Assistant opérateur : Denis Jutzeler
- Musique : Louis Crelier
- Assistants à la réalisation : Dominique Guerrier et André Tille
- Ingénieur du son : René Sutterlin
- Montage : Claudine Merlin et Marc Blavet
- Mixage : René Sutterlin
- Genre : drame psychologique
- Année de production : 1987
- Durée : 1 h 27 min
- Numéro de visa : 62062, délivré le : 19/05/1987

## Distribution
- Jean-Quentin Châtelain : Jean Calmet
- Jessica Forde : Thérèse
- Marcel Bozzuffi : le père
- Roland Amstutz :
- Marie Collins :
- Juliette Brac :

## Distinctions
- Sélectionné à « Perspectives du cinéma français » au Festival de Cannes 1987[3].
- Prime à la qualité de la Section du Cinéma à Berne